# RuPaul's Drag Race All Stars (settima edizione)
La settima edizione di RuPaul's Drag Race All Stars, nota anche come RuPaul's Drag Race All Winners, è andata in onda negli Stati Uniti dal 20 maggio al 29 luglio 2022 sulla piattaforma streaming Paramount+. Questa stagione è stata annunciata il 15 febbraio 2022, e il cast è stato rivelato tramite una live YouTube, sul canale ufficiale dello show il 13 aprile 2022.
A differenza delle edizioni precedenti, questa è la prima edizione di All Stars a comprendere un intero cast composto da vincitrici di passate edizioni del franchise e a non prevedere eliminazioni.
Jinkx Monsoon, vincitrice della settima edizione ha ricevuto come premio 200000 $, una corona con scettro di Fierce Drag Jewels e il titolo di Queen of All Queens; mentre Raja, vincitrice del torneo "di consolazione" ha ricevuto come premio 50000 $.

## Concorrenti
Le otto concorrenti che partecipano al reality show sono:
| Concorrente        | Vero nome          | Età | Città                    | Edizione originale    | Categoria della finale           | Posizionamento |
| ------------------ | ------------------ | --- | ------------------------ | --------------------- | -------------------------------- | -------------- |
| Jinkx Monsoon      | Hera Hoffer        | 33  | Portland – Oregon        | 5ª edizione USA       | Queen of All Queens              | Vincitrice     |
| Monét X Change     | Kevin Bertin       | 31  | The Bronx – New York     | 4ª edizione All Stars | Queen of All Queens              | 2º posto       |
| Shea Couleé        | Jaren Kyei Merrell | 32  | Chicago – Illinois       | 5ª edizione All Stars | Queen of All Queens              | 3º/4º posto    |
| Trinity the Tuck   | Ryan Taylor        | 36  | Orlando – Florida        | 4ª edizione All Stars | Queen of All Queens              | 3º/4º posto    |
| Raja               | Sutan Amrull       | 47  | Los Angeles – California | 3ª edizione USA       | She Done Already Done Had Herses | 5º posto       |
| Yvie Oddly         | Jovan Bridges      | 27  | Denver – Colorado        | 11ª edizione USA      | She Done Already Done Had Herses | 6º posto       |
| Jaida Essence Hall | Jared Johnson      | 34  | Milwaukee – Wisconsin    | 12ª edizione USA      | She Done Already Done Had Herses | 7º/8º posto    |
| The Vivienne (†)   | James Williams     | 29  | Liverpool – Regno Unito  | 1ª edizione UK        | She Done Already Done Had Herses | 7º/8º posto    |

## Tabella posizionamenti
| Ordine | Episodi  | Episodi  | Episodi  | Episodi  | Episodi  | Episodi  | Episodi  | Episodi  | Episodi  | Episodi  | Episodi  | Episodi            |
| Ordine | 1        | 2        | 3        | 4        | 5        | 6        | 7        | 8        | 9        | 10       | 11       | 12                 |
| ------ | -------- | -------- | -------- | -------- | -------- | -------- | -------- | -------- | -------- | -------- | -------- | ------------------ |
| 1      | Shea     | Jinkx    | Jaida    | Vivienne | Jinkx    | Vivienne | Trinity  | Raja     | Monét    | Jinkx    | Shea     | Jinkx Monsoon      |
| 2      | Monét    | Trinity  | Trinity  | Jinkx    | Raja     | Yvie     | Jaida    | Vivienne | Jinkx    | Trinity  | Monét    | Monét X Change     |
| 3      | Yvie     | Monét    | Raja     | Raja     | Shea     | Monét    | Vivienne | Trinity  | Shea     | Monét    | Raja     | Shea Couleé        |
| 4      | Raja     | Raja     | Shea     | Yvie     | Monét    | Shea     | Shea     | Jinkx    | Yvie     | Vivienne | Yvie     | Trinity the Tuck   |
| 5      | Vivienne | Yvie     | Monét    | Jaida    | Trinity  | Trinity  | Vivienne | Monét    | Jaida    | Shea     | Jaida    | Raja               |
| 6      | Jaida    | Vivienne | Yvie     | Shea     | Yvie     | Raja     | Jinkx    | Shea     | Vivienne | Raja     | Jinkx    | Yvie Oddly         |
| 7      | Jinkx    | Jaida    | Vivienne | Trinity  | Jaida    | Jaida    | Raja     | Yvie     | Trinity  | Jaida    | Vivienne | Jaida Essence Hall |
| 8      | Trinity  | Shea     | Jinkx    | Monét    | Vivienne | Jinkx    | Yvie     | Jaida    | Raja     | Yvie     | Trinity  | The Vivienne       |

     La concorrente ha vinto la gara
     La concorrente è arrivata in finale ma non ha vinto la gara
     La concorrente è arrivata in finale, ma è stata eliminata
     La concorrente ha vinto il torneo delle concorrenti escluse e il titolo di Queen of She Done Already Done Had Herses
     La concorrente ha vinto la sfida, si è esibita in playback e ha vinto
     La concorrente ha vinto la sfida, si è esibita in playback e ha perso
     La concorrente figura tra le prime ma non si è esibita in playback
     La concorrente è salva e accede alla puntata successiva (l'ordine di chiamata è casuale)
     La concorrente ha ricevuto una penalità che nella puntata successiva, pur figurando poi tra le migliori, le ha impedito di vincere una spilla
     La concorrente ha ricevuto una penalità che nella puntata successiva le avrebbe impedito di vincere una spilla, ma non avendola poi vinta non ci sono state conseguenze

### Tabella punteggi
| Episodi     | 1     | 2     | 3     | 4     | 5     | 6     | 7     | 8     | 9     | 10    | 11    | Totale |
| ----------- | ----- | ----- | ----- | ----- | ----- | ----- | ----- | ----- | ----- | ----- | ----- | ------ |
|             |       |       |       |       |       |       |       |       |       |       |       | Totale |
| Concorrente | Punti | Punti | Punti | Punti | Punti | Punti | Punti | Punti | Punti | Punti | Punti | Totale |
| Monét       | +1    | -     | -     | -     | -     | -     | -     | -     | +1    | -     | +3    | 5      |
| Jinkx       | -     | +1    | -     | +1    | +1    | -     | -     | -     | +1    | +1    | -     | 4      |
| Shea        | +1    | -     | -     | -     | -     | -     | -     | -     | -     | -     | +3    | 4      |
| Trinity     | -     | +1    | +1    | -     | -     | -     | +1    | -     | -     | +1    | -     | 3      |
| Jaida       | -     | -     | +1    | -     | +1    | -     | +1    | -     | -     | -     | -     | 3      |
| Vivienne    | -     | -     | -     | +1    | -     | +1    | -     | +1    | -     | -     | -     | 2      |
| Raja        | -     | -     | -     | -     | +1    | -     | -     | +1    | -     | -     | -     | 2      |
| Yvie        | -     | -     | -     | -     | +1    | +1    | -     | -     | -     | -     | -     | 2      |

Legenda
     La concorrente ha vinto la sfida e il playback, ha guadagnato una spilla e ha scelto la concorrente da bloccare
     La concorrente ha vinto la sfida e guadagnato una spilla, ma ha perso il playback e non ha potuto scegliere la concorrente da bloccare
     La concorrente ha ricevuto una spilla extra da parte di una delle migliori della puntata
     La concorrente è stata bloccata dal guadagnare una spilla nella puntata successiva
     La concorrente è qualificata per il "LalapaRuza Lip Sync Smackdown"
     La concorrente è qualificata per la gara di lipsync di consolazione "She Done Already Done Had Herses"

## Giudici
- RuPaul
- Michelle Visage
- Carson Kressley
- Ross Mathews

### Giudici ospiti
- Cameron Diaz
- Daphne Guinness
- Janicza Bravo
- Hannah Einbinder
- Ronan Farrow
- Jeffrey Bowyer-Chapman
- Nikki Glaser
- Kirby Howell-Baptiste
- Betsey Johnson
- Tove Lo
- Ben Platt

## Special guest
- Raven
- Naomi Campbell
- Vanna White
- Nancy Pelosi
- Leland
- Kennedy Davenport
- Solomon Georgio
- Jon "Wintergreen" Schneider

## Riassunto episodi

### Episodio 1 -Legends
Il primo episodio della settima edizione All Stars si apre con l'ingresso delle concorrenti nell'atelier. La prima ad entrare è Shea Couleé, l'ultima è The Vivienne. Prima del tradizionale arrivo di RuPaul, fa il suo ingresso nell'atelier una misteriosa concorrente, per poi scoprire che in realtà si tratta di Raven, seconda classificata nella seconda edizione statunitense e nella prima edizione All Stars, che partecipa a un cameo.
L'ingresso di RuPaul nell'atelier porta una rivelazione: in quest'edizione non ci saranno eliminazioni e vengono introdotti nuovamente i Lipsync For Your Legacy tra le due concorrenti che sono andate meglio nella sfida principale. In ogni episodio le concorrenti migliori riceveranno anche una Legendary Legend Star, delle spille necessarie per accedere alla fase finale del programma, mentre la vincitrice del playback, oltre a 10000 $, avrà il potere di bloccare una concorrente nel ricevere tali punti.
- La mini sfida: le concorrenti devono "leggersi" a vicenda, ovvero dirsi qualcosa di cattivo l'un l'altra in modo scherzoso. La vincitrice è Jinkx Monsoon.
- La sfida principale: le concorrenti devono scrivere, produrre e coreografare un numero hip hop sulle note del brano Legends di RuPaul. Ma prima di svolgere la sfida principale, RuPaul annuncia che un'ospite speciale sta aspettando le concorrenti per fare loro una grande sorpresa; si tratta di Naomi Campbell che dà lezioni di portamento alle concorrenti.

Giudice ospite della puntata è Cameron Diaz. Il tema della sfilata è I'm Crowning, dove le concorrenti devono sfoggiare un abito degno di una regina. Dopo la sfilata e le critiche dei giudici, RuPaul dichiara Monét X Change e Shea Couleé le migliori della puntata, mentre tutte le altre concorrenti sono automaticamente a rischio di blocco.
- Il playback della vittoria: Monét X Change e Shea Couleé si esibiscono in playback sulla canzone Old MacDonald di Ella Fitzgerald. Shea Couleé viene dichiarata vincitrice e rivela di aver scelto Trinity the Tuck come concorrente da bloccare per il prossimo episodio.

### Episodio 2 -Snatch Game
Il secondo episodio si apre con le concorrenti che rientrano nell'atelier, che si complimentano con Shea per aver ottenuto la prima vittoria dell'edizione. Intanto la stessa Shea spiega a Trinity le sue motivazioni sul perché ha deciso di bloccarla, affermando che, nonostante siano grandi amiche, la ritiene una concorrente molto temibile per il suo gioco.
- La sfida principale: le concorrenti prendono parte alla sfida più attesa in ogni edizione, lo Snatch Game. Ross Mathews e Michelle Visage sono i concorrenti del gioco. A differenza delle edizioni precedenti, le concorrenti dovranno scegliere due celebrità e impersonarle per l'intero gioco, con lo scopo di essere il più divertenti possibili. RuPaul ritorna nell'atelier per vedere quali personaggi sono stati scelti, inoltre, aiuta le concorrenti con vari consigli per dare il meglio nel gioco. Le celebrità scelte dalle concorrenti sono state:

| Concorrente        | Celebrità impersonata | Celebrità impersonata |
| Concorrente        | Primo Round           | Secondo Round         |
| ------------------ | --------------------- | --------------------- |
| Jaida Essence Hall | Prince                | The Lady Chablis      |
| Jinkx Monsoon      | Natasha Lyonne        | Judy Garland          |
| Monét X Change     | Mike Tyson            | Martin Lawrence       |
| Raja               | Madame                | Diana Vreeland        |
| Shea Couleé        | Elsa Majimbo          | Miss J                |
| Trinity the Tuck   | Lucifero              | Leslie Jordan         |
| The Vivienne       | Joanna Lumley         | Catherine Tate        |
| Yvie Oddly         | Rico Nasty            | The Boogieman         |

Giudice ospite della puntata è Daphne Guinness. Il tema della sfilata è The Pleather Principle, dove le concorrenti devono sfoggiare un abito interamente in finta pelle. Dopo la sfilata e le critiche dei giudici, RuPaul dichiara Trinity the Tuck e Jinkx Monsoon le migliori della puntata, mentre tutte le altre concorrenti sono automaticamente a rischio di blocco.
- Il playback della vittoria: Trinity the Tuck e Jinkx Monsoon si esibiscono in playback sulla canzone Rumour Has It di Adele. Jinkx Monsoon viene dichiarata vincitrice e rivela di aver scelto Shea Couleé come concorrente da bloccare per il prossimo episodio.

### Episodio 3 -The Realness of Fortune Ball
Il terzo episodio si apre con le concorrenti che rientrano nell'atelier, con Jinkx che, oltre ad essere contenta di aver vinto la sua prima sfida, spiega la principale motivazione per cui ha deciso di bloccare Shea; infatti ha affermato che per avere più possibilità di vittoria la sua strategia è quella di cercare di rallentare il più possibile le concorrenti che hanno già ottenuto una spilla.
- La mini sfida: le concorrenti prendono parte al gioco de l'impiccato con lo scopo di indovinare la frase nascosta. La vincitrice è Jinkx Monsoon.
- La sfida principale: le concorrenti partecipano al The Realness of Fortune Ball, dove presenteranno tre look differenti; il terzo dovrà essere cucito e assemblato a mano. Le categorie sono:
  - Vanna White Realness: un look ispirato dall'omonima valletta del programma Wheel of Fortune;
  - Before and After: un look che rappresenti un gioco di parole tra due celebrità o personaggi fittizi;
  - Realness of Fortune Eleganza: un look realizzato in giornata con materiali, stoffe e parrucche monocromatiche ispirati a varie mete turistiche.

Giudice ospite della puntata è Kirby Howell-Baptiste. Dopo la sfilata e le critiche dei giudici, RuPaul dichiara Jaida Essence Hall e Trinity the Tuck le migliori della puntata, mentre tutte le altre concorrenti sono automaticamente a rischio di blocco.
- Il playback della vittoria: Jaida Essence Hall e Trinity the Tuck si esibiscono in playback sulla canzone Green Light di Beyoncé. Jaida Essence Hall viene dichiarata vincitrice e rivela di aver scelto Jinkx Monsoon come concorrente da bloccare per il prossimo episodio.

### Episodio 4 -Fairytale Justice
Il quarto episodio si apre con le concorrenti che rientrano nell'atelier, con Jaida soddisfatta per la sua prima vittoria, mentre Trinity è contenta di essere riuscita a ricevere la sua prima spilla dopo il precedente blocco imposto da Shea. Intanto Vivienne afferma che farà di tutto per dimostrare ai giudici il suo talento.
- La sfida principale: le concorrenti, divise in due squadre, devono improvvisare due sketch nello show di Michelle Visage Fairytale Justice, un programma relativo a casi giudiziari stile Forum, ispirato ai personaggi delle favole. Essendo state le migliori nella puntata precedente, Jaida Essence Hall e Trinity the Tuck saranno i capitani delle squadre. Jaida sceglie per il suo gruppo Jinkx, Monét e Yvie mentre Trinity sceglie Shea, Vivienne e Raja. Il team di Jaida appariranno in Blow The House Down Boots, ispirato dalla storia de I tre porcellini, mentre il team di Trinity apparirà in She Done Already Done Had Herses, ispirato dalla favola di Riccioli d'oro e i tre orsi.

Giudice ospite della puntata è Jeffrey Bowyer-Chapman. Il tema della sfilata è Spikes on the Runway, dove le concorrenti devono sfoggiare un abito con delle spine. Dopo la sfilata e le critiche dei giudici, RuPaul dichiara Jinkx Monsoon e The Vivienne le migliori della puntata, mentre tutte le altre concorrenti sono automaticamente a rischio di blocco.
- Il playback della vittoria: Jinkx Monsoon e The Vivienne si esibiscono in playback sulla canzone Love Will Save the Day (Jellybean & David Morales Remix) di Whitney Houston. The Vivienne viene dichiarata vincitrice e rivela di aver scelto Monét X Change come concorrente da bloccare per il prossimo episodio.

### Episodio 5 -Draguation Speeches
Il quinto episodio si apre con le concorrenti che rientrano nell'atelier, con Jinkx amareggiata per non aver ricevuto la sua seconda spilla a causa del blocco imposto da Jaida, mentre Raja afferma che farà di tutto per eccellere nella prossima sfida. Intanto Vivienne ammette che originariamente aveva come obiettivo bloccare nuovamente Jinkx al posto di Monét, che ha scelto come riserva dal momento che possedeva già una spilla.
Il giorno successivo RuPaul fa il suo ingresso nell'atelier annunciando che questa settimana le due concorrenti migliori riceveranno due spille, con lo scopo di donarne una ad una concorrente a loro scelta.
- La sfida principale: le concorrenti devono scrivere ed esporre in maniera comica un discorso da cerimonia di diploma per conto dell'università RuPaul's Drag U, richiamo al celebre spin-off andato in onda tra il 2010 e il 2012. Essendo stata bloccata nella puntata precedente, Monét decide l'ordine di esibizione che è: Monét, Shea, Trinity, Raja, Jaida, Yvie, Jinkx e infine Vivienne. Una volta scritte le battute, ogni concorrente raggiunge il palco principale per le prove, dove ricevono consigli da Michelle Visage e Nikki Glaser.

Giudice ospite della puntata è Nikki Glaser. Il tema della sfilata è Veiled It, dove le concorrenti devono sfoggiare un abito con un velo da sposa. Dopo la sfilata e le critiche dei giudici, RuPaul dichiara Raja e Jinkx Monsoon le migliori della puntata, mentre tutte le altre concorrenti sono automaticamente a rischio di blocco.
- Il playback della vittoria: Raja e Jinkx Monsoon si esibiscono in playback sulla canzone Better in Color di Lizzo. Jinkx Monsoon viene dichiarata vincitrice e rivela di aver scelto The Vivienne come concorrente da bloccare per il prossimo episodio.

### Episodio 6 -Total RU-Quest Live
Il sesto episodio si apre con le concorrenti che rientrano nell'atelier, con Raja al settimo cielo per aver ricevuto la sua prima spilla, così come Jinkx per essere la prima concorrente dell'edizione a ricevere la sua seconda stella. Successivamente le concorrenti discutono su come verranno assegnate le stelle extra vinte da Jinkx e Raja.
Il giorno successivo nell'atelier Raja ha annunciato di assegnare la sua stella extra a Yvie Oddly, mentre Jinkx Monsoon ha assegnato la sua a Jaida Essence Hall.
- La sfida principale: le concorrenti vengono divise in due gruppi e devono scrivere, produrre e coreografare un numero da girl group a tema anni 2000. Essendo state le migliori nella puntata precedente, Jinkx Monsoon e Raja saranno i capitani delle squadre. Jinkx sceglie per il suo gruppo Jaida, Vivienne e Yvie mentre Raja sceglie Monét, Shea e Trinity. Durante la divisione dei gruppi, si vengono a creare delle tensioni fra alcune delle concorrenti che vogliono interpretare lo stesso brano. Una volta scritte le strofe, le concorrenti raggiungono lo studio di registrazione, dove Michelle Visage offre loro consigli e aiuto per la registrazione del pezzo.

| Concorrenti        | Nome girl group | Brano della performance |
| ------------------ | --------------- | ----------------------- |
| Monét X Change     | M.S.T.R.        | "Titanic"               |
| Raja               | M.S.T.R.        | "Titanic"               |
| Shea Couleé        | M.S.T.R.        | "Titanic"               |
| Trinity the Tuck   | M.S.T.R.        | "Titanic"               |
| Jinkx Monsoon      | The Other Girls | "2-gether 4-ever"       |
| Jaida Essence Hall | The Other Girls | "2-gether 4-ever"       |
| The Vivienne       | The Other Girls | "2-gether 4-ever"       |
| Yvie Oddly         | The Other Girls | "2-gether 4-ever"       |

Giudice ospite della puntata è Tove Lo. Il tema della sfilata è Night of a Thousand Dolly Partons, dove le concorrenti devono sfoggiare un abito che rispecchi un look iconico di Dolly Parton. Dopo la sfilata e le critiche dei giudici, RuPaul dichiara The Vivienne e Yvie Oddly le migliori della puntata, mentre tutte le altre concorrenti sono automaticamente a rischio di blocco.
- Il playback della vittoria: The Vivienne e Yvie Oddly si esibiscono in playback sulla canzone Why'd You Come in Here Lookin' Like That di Dolly Parton. The Vivienne viene dichiarata vincitrice e rivela di aver scelto Jinkx Monsoon come concorrente da bloccare per il prossimo episodio.

### Episodio 7 -Legendary Legend Looks
Il settimo episodio si apre con le concorrenti che rientrano nell'atelier, con Yvie sodisfatta di aver dimostrato ai giudici le sue abilità riuscendo a vincere due spille in una sola puntata. Intanto parte una discussione tra Vivenne e Jinkx, con quest'ultima che afferma di essere stata bloccata solo per ripicca più per quanto per l'esito della sfida.
- La sfida principale: le concorrenti devono realizzare un outfit ispirato da un look indossato da RuPaul durante la sua carriera. Avendo vinto la puntata precedente The Vivienne può scegliere il proprio outfit per prima e decidere l'ordine di pesca delle altre concorrenti. RuPaul ritorna nell'atelier per vedere come procedono i preparativi della sfida, offrendo alle concorrenti consigli su come eccellere nella sfida di moda.

| Concorrente        | Outfit di RuPaul                    |
| ------------------ | ----------------------------------- |
| Jaida Essence Hall | Abito tributo a Diana Ross          |
| Jinkx Monsoon      | Promo Look (1ª edizione Down Under) |
| Monét X Change     | Facekini (10ª edizione)             |
| Raja               | Promo Look (7ª edizione)            |
| Shea Couleé        | Sugar Ball Look (5ª edizione)       |
| The Vivienne       | DESPY Awards Look (7ª edizione)     |
| Trinity the Tuck   | Promo Look (8ª edizione)            |
| Yvie Oddly         | Supermodel of the World Promo Look  |

Giudice ospite della puntata è Betsey Johnson. Il tema della sfilata è Legendary Legend Looks, dove le concorrenti devono presentare l'abito appena creato. Dopo la sfilata e le critiche dei giudici, RuPaul dichiara Trinity the Tuck e Jaida Essence Hall le migliori della puntata, mentre tutte le altre concorrenti sono automaticamente a rischio di blocco.
- Il playback della vittoria: Trinity the Tuck e Jaida Essence Hall si esibiscono in playback sulla canzone I Want Love di Jessie J. Trinity the Tuck viene dichiarata vincitrice e rivela di aver scelto Yvie Oddly come concorrente da bloccare per il prossimo episodio.

### Episodio 8 -Santa's School for Girls
L'ottavo episodio si apre con le concorrenti che rientrano nell'atelier, con Jaida soddisfatta del suo percorso poiché, nonostante la mancata vittoria al playback, è la prima concorrente del gruppo ad ottenere la sua terza spilla. Intanto Trinity ammette che originariamente aveva come obiettivo bloccare Jaida al posto di Yvie, poiché entrambe avevano ricevuto una spilla extra e nessuna delle due erano state ancora bloccate.
- La sfida principale: le concorrenti devono recitare nel film thriller a tema natalizio Santa's School For Girls, parodia del film Mean Girls. Avendo vinto la puntata precedente, Trinity the Tuck ha la possibilità di assegnare i ruoli per la sfida. Durante l'assegnazione dei ruoli, si vengono a creare delle tensioni fra alcune delle concorrenti che vogliono interpretare lo stesso personaggio. Prima della sfilata, molte concorrenti parlano delle loro esperienza con il natale e il rapporto con le loro famiglie.

| Concorrente        | Personaggio interpretato |
| ------------------ | ------------------------ |
| Jaida Essence Hall | Hannah                   |
| Jinkx Monsoon      | Holly                    |
| Monét X Change     | Mrs. Camel Toe           |
| Raja               | Scrooge                  |
| Shea Couleé        | Noelle                   |
| The Vivienne       | Mistress Nutmeg          |
| Trinity the Tuck   | Joy                      |
| Yvie Oddly         | Mary                     |

Giudice ospite della puntata è Janicza Bravo. Il tema della sfilata è Knitty Knitty Bang Bang, dove le concorrenti devono sfoggiare un abito realizzato interamente all'uncinetto. Dopo la sfilata e le critiche dei giudici, RuPaul dichiara The Vivienne e Raja le migliori della puntata, mentre tutte le altre concorrenti sono automaticamente a rischio di blocco.
- Il playback della vittoria: The Vivienne e Raja si esibiscono in playback sulla canzone Super Freak di Rick James. Raja viene dichiarata vincitrice e rivela di aver scelto Jaida Essence Hall come concorrente da bloccare per il prossimo episodio.

### Episodio 9 -Dance Like Drag Queen
Il nono episodio si apre con le concorrenti che rientrano nell'atelier, con Raja al settimo cielo per aver vinto l'esibizione al playback. Successivamente  Raja spiega che ha deciso di bloccare Jaida per avere più possibilità di vincere altre spille durante la competizione. Intanto sia Monét che Shea sono preoccupate poiché non sono riuscite a vincere una sfida dopo la prima settimana.
- La sfida principale: le concorrenti dovranno ideare, realizzare e produrre una coreografia per i social media sulla base di un brano di RuPaul, con l'obbiettivo di renderla virale. RuPaul ritorna nell'atelier per vedere come procedono i preparativi della sfida, inoltre, aiuta le concorrenti con vari consigli per dare in una sfida di marketing. Dopo aver scritto il copione, le concorrenti raggiungono Michelle Visage e Ross Mathews, che aiutano a produrre gli spot delle coreografie nel ruolo di registra.

| Concorrente        | Coreografia realizzata               |
| ------------------ | ------------------------------------ |
| Jaida Essence Hall | The Diva's Essential Dance Challenge |
| Jinkx Monsoon      | The Monsoon Munchie                  |
| Monét X Change     | The Monét Monét Monét                |
| Raja               | The R.A.J.A.                         |
| Shea Couleé        | The Shea'k Down                      |
| The Vivienne       | Can't Dance? Who Cares!              |
| Trinity the Tuck   | The Tuck It Up Dance Challenge       |
| Yvie Oddly         | The Odd Bod                          |

Giudice ospite della puntata è Ben Platt. Il tema della sfilata è What Lies Beneath, dove le concorrenti devono presentare più abiti sulle passerella attraverso la tecnica del trasformismo. Dopo la sfilata e le critiche dei giudici, RuPaul dichiara Jinkx Monsoon e Monét X Change le migliori della puntata, mentre tutte le altre concorrenti sono automaticamente a rischio di blocco.
- Il playback della vittoria: per la prima volta nella storia dello show, Jinkx Monsoon e Monét X Change si esibiscono in playback sul monologo The Night the Lights Went Out in Georgia di Dixie Carter, proveniente dalla serie televisiva Quattro donne in carriera. Monét X Change viene dichiarata vincitrice e rivela di aver scelto Raja come concorrente da bloccare per il prossimo episodio.

### Episodio 10 -The Kennedy Davenport Center Honors Hall of Shade
Il decimo episodio si apre con le concorrenti che rientrano nell'atelier, con Monét onorata di aver vinto la prima esibizione al playback basata su un monologo nella storia del franchise. Successivamente le concorrenti fanno il calcolo delle vittorie e delle spille, e Shea è molto preoccupata per il suo percorso in costante discesa.
- La sfida principale: le concorrenti prendono parte a The Kennedy Davenport Center Honors Hall of Shade dove devono prendere in giro in maniera scherzosa i giudici e le concorrenti avversarie. Per determinare l'ordine d'esibizione le concorrenti devono far scoppiare dei palloncini, pieni di coriandoli colorati, appesi ai membri della Pit Crew. L'ordine d'esibizione viene così composto: Raja, Yvie, Shea, Jinkx, Trinity, Monét, Jaida e Vivienne. Una volta scritte le battute, ogni concorrente raggiunge il palco principale dove ricevono consigli da Ross Mathews e Solomon Giorgio.

Giudice ospite della puntata è Ronan Farrow. Il tema della sfilata è All Glowed Up, dove le concorrenti devono presentare un abito che si illumina al buio. Dopo la sfilata e le critiche dei giudici, RuPaul dichiara Jinkx Monsoon e Trinity the Tuck le migliori della puntata, tuttavia viene annunciato che, a partire da questo episodio, le concorrenti non saranno più a rischio di blocco.
- Il playback della vittoria: Jinkx Monsoon e Trinity the Tuck si esibiscono in playback sulla canzone Kings & Queens di Ava Max. Jinkx Monsoon viene dichiarata vincitrice del playback.

### Episodio 11 -Drag Race Gives Back Variety Extravaganza
L'undicesimo episodio si apre con le concorrenti che rientrano nell'atelier, con Jinkx al settimo cielo per aver vinto la sua quinta sfida e la quarta spilla, mentre Trinity è sodisfatta di aver vinto una sfida che gli ha sempre portato molte difficoltà nelle edizioni precedenti. Intanto Shea è preoccupata per il suo percorso, poiché e l'unica concorrente rimasta con una spilla vinta durante la competizione.
Il giorno successivo RuPaul fa il suo ingresso nell'atelier annunciando che questa settimana le due concorrenti migliori riceveranno tre spille, con lo scopo di mantenere i giochi ancora aperti. Inoltre in questa puntata le concorrenti migliori garegeranno per vincere un premio in denaro da 30000 $, da donare ad un ente di beneficenza a loro scelta.
- La sfida principale: le concorrenti prendono parte al Drag Race Gives Back Variety Extravaganza, ovvero una gara di talenti dove si esibiranno davanti ai giudici, oltre a prendere parte a un podcast con RuPaul e Michelle Visage. Mentre le concorrenti si stanno preparando, a una a una prendono parte al podcast dove RuPaul e Michelle Visage fanno domande sulla loro esperienza in questa edizione di RuPaul's Drag Race All Stars. Le concorrenti decidono di esibirsi nelle seguenti categorie:

| Concorrente        | Talento dell'esibizione |
| ------------------ | ----------------------- |
| Trinity the Tuck   | Lip Sync                |
| Yvie Oddly         | Lip Sync con acrobazie  |
| Jaida Essence Hall | Lip Sync                |
| Jinkx Monsoon      | Cabaret                 |
| Shea Couleé        | Canto                   |
| Raja               | Danza                   |
| The Vivienne       | Canto e ballo           |
| Monét X Change     | Canto lirico            |

Giudice ospite della puntata è Hannah Einbinder. Dopo la sfilata e le critiche dei giudici, RuPaul dichiara Shea Couleé e Monét X Change le migliori della puntata. Prima del playback della vittoria vengono annunciate le finaliste che accederanno alla fase finale dello show; le prime ad essere confermate sono state Monét X Change, Jinkx Monsoon e Shea Couleé, mentre per l'ultimo posto in finale è stato riscontrato un pari merito tra Jaida Essence Hall e Trinity the Tuck. Poiché un evento simile non era previsto, RuPaul annuncia che sarà il voto della concorrente con più spille, Monét X Change, a determinare l'ultima finalista, quest'ultima rivela quindi di aver scelto Trinity the Tuck.
Dopo l'annuncio delle finaliste RuPaul rivela che le quattro concorrenti escluse (Jaida Essence Hall, Raja, The Vivienne e Yvie Oddly) prenderanno comunque parte alla finale disputando un torneo di playback di consolazione denominato "She Done Already Done Had Herses", con l'obiettivo di conquistare un premio in denaro di 50000 $.
- Il playback della vittoria: Shea Couleé e Monét X Change si esibiscono in playback sulla canzone Supernova di Kylie Minogue. Shea Couleé viene dichiarata vincitrice del playback.

### Episodio 12 -Lip Sync LaLaPaRuza Smackdown
Il dodicesimo ed ultimo episodio di quest'edizione si apre con le concorrenti che, dopo l'annuncio delle finaliste, discutono nell'atelier su chi riuscirà a vincere l'edizione e su chi sarà proclamata la prima Queen of All Queens, oltre al titolo di Queen of She Done Already Done Had Herses dedicato alle concorrenti escluse dalla finale.
Per la sfida finale le concorrenti devono esibirsi in due mini-tornei di playback chiamati Lipsync For The Crown in cui due concorrenti dovranno scontrarsi in un playback ed, alla fine, le concorrenti che hanno superato i playback iniziali dovranno esibirsi in un playback finale e da lì sarà proclamata la vincitrice dell'edizione. Ma prima del torneo, tutte le concorrenti partecipanti sfilano sul palcoscenico principale con il loro abito migliore, nella categoria Grand Finale Eleganza. Successivamente le concorrenti si riuniscono nell'atelier per discutere dell'esperienza vissuta nello show.
- Torneo She Done Already Done Had Herses: al ritorno sul palcoscenico, la ruota dei playback sceglie casualmente per primo il nome di The Vivienne, che decide di sfidare nel primo duello Yvie Oddly, mentre Jaida Essence Hall e Raja sono abbinate per il secondo duello. The Vivienne e Yvie Oddly si esibiscono in playback con la canzone Push It dei Salt-n-Pepa, con Yvie Oddly che riesce a passare alla sessione finale, mentre The Vivienne viene eliminata. Jaida Essence Hall e Raja si esibiscono in playback con la canzone Let's Hear It for the Boy di Deniece Williams. Alla fine dell'esibizione Raja riesce a passare alla sessione finale, mentre Jaida Essence Hall viene eliminata.

Nel duello finale, si scontrano Yvie Oddly e Raja con la canzone Sisters Are Doin' It for Themselves degli Eurythmics ed Aretha Franklin. Dopo l'esibizione, RuPual dichiara Raja vincitrice del torneo, guadagnato il titolo di Queen of She Done Already Done Had Herses.
- Torneo Queen of All Queens: successivamente è la volta delle quattro finaliste, la ruota dei playback sceglie casualmente per primo il nome di Jinkx Monsoon, che decide di sfidare nel primo duello Shea Couleé, mentre Monét X Change e Trinity the Tuck sono abbinate per il secondo duello. Jinkx Monsoon e Shea Couleé si esibiscono in playback con la canzone Judas di Lady Gaga, con Jinkx Monsoon che riesce a passare alla sessione finale, mentre Shea Couleé viene eliminata. Monét X Change e Trinity the Tuck si esibiscono in playback con la canzone So What di P!nk. Alla fine dell'esibizione Monét X Change riesce a passare alla sessione finale, mentre Trinity the Tuck viene eliminata.

Nel duello finale, si scontrano Jinkx Monsoon e Monét X Change con la canzone Swish Swish di Katy Perry e Nicki Minaj. Dopo l'esibizione, RuPual dichiara Jinkx Monsoon vincitrice della settima edizione di RuPaul's Drag Race All Stars.